# Dicranomyia (Dicranomyia) punctipennis maoriensis
Dicranomyia (Dicranomyia) punctipennis maoriensis is een ondersoort van de tweevleugelige Dicranomyia (Dicranomyia) punctipennis uit de familie steltmuggen (Limoniidae). De ondersoort komt voor in het Australaziatisch gebied.